# Taktikon Uspenski
El Taktikon Uspenski és el nom que habitualment es dona a un tractat sobre les funcions civils, militars i eclesiàstiques de l'Imperi Romà d'Orient, que indica també el protocol i l'ordre jeràrquic que s'havia de seguir a la cort.
L'historiador contemporani Nicolaos Oikonomides creu que aquest tractat es va escriure l'any 842 o el 843, i és el primer d'una sèrie de documents similars anomenats taktika, escrits als segles IX i X i que es conserven. El nom "Uspenski" del manuscrit es deu al bizantinista rus Fiódor Ivànovitx Uspenski que va descobrir el document a finals del segle xix inclòs en un manuscrit dels segles XII - XIII (el Còdex Hierosolymitanus gr. 39) conservat a la biblioteca del Patriarcat Ortodox de Jerusalem i que conté també extractes del Cletorològion de Filoteu, un taktikon escrit el 899.